# South Shields
South Shields is een plaats in het bestuurlijke gebied South Tyneside, in het Engelse graafschap Tyne and Wear. De kustplaats telt ongeveer 90.000 inwoners.
In de 2e eeuw werd hier door de Romeinen het fort Arbeia gebouwd.

## Geboren in South Shields
- Flora Robson (1902-1984), actrice
- Ridley Scott (1937), filmregisseur en filmproducent
- Lindsay Kemp (1938) mimespeler, danser, acteur
- Frank Williams (1942-2021), autocoureur; oprichter en mede-eigenaar Williams Formule 1-team
- John Gray (1948), politiek filosoof en schrijver
- Phil Brown (1959), voetballer en voetbalcoach
- Brian Dobson (1973), stemacteur
- Joe McElderry (1991), zanger en model

## Bekende (oud-)inwoners
- Cheryl Cole (1983), zangeres

## Afbeeldingen

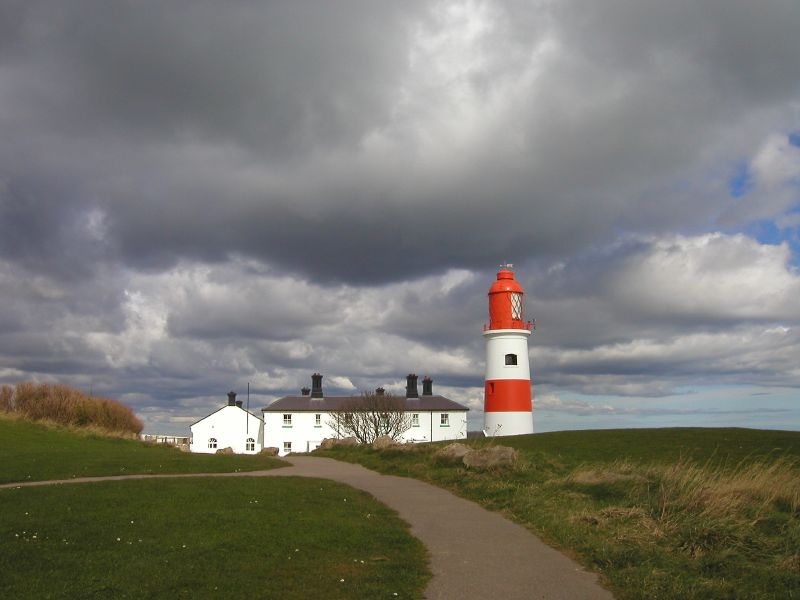
Vuurtoren in South Shields
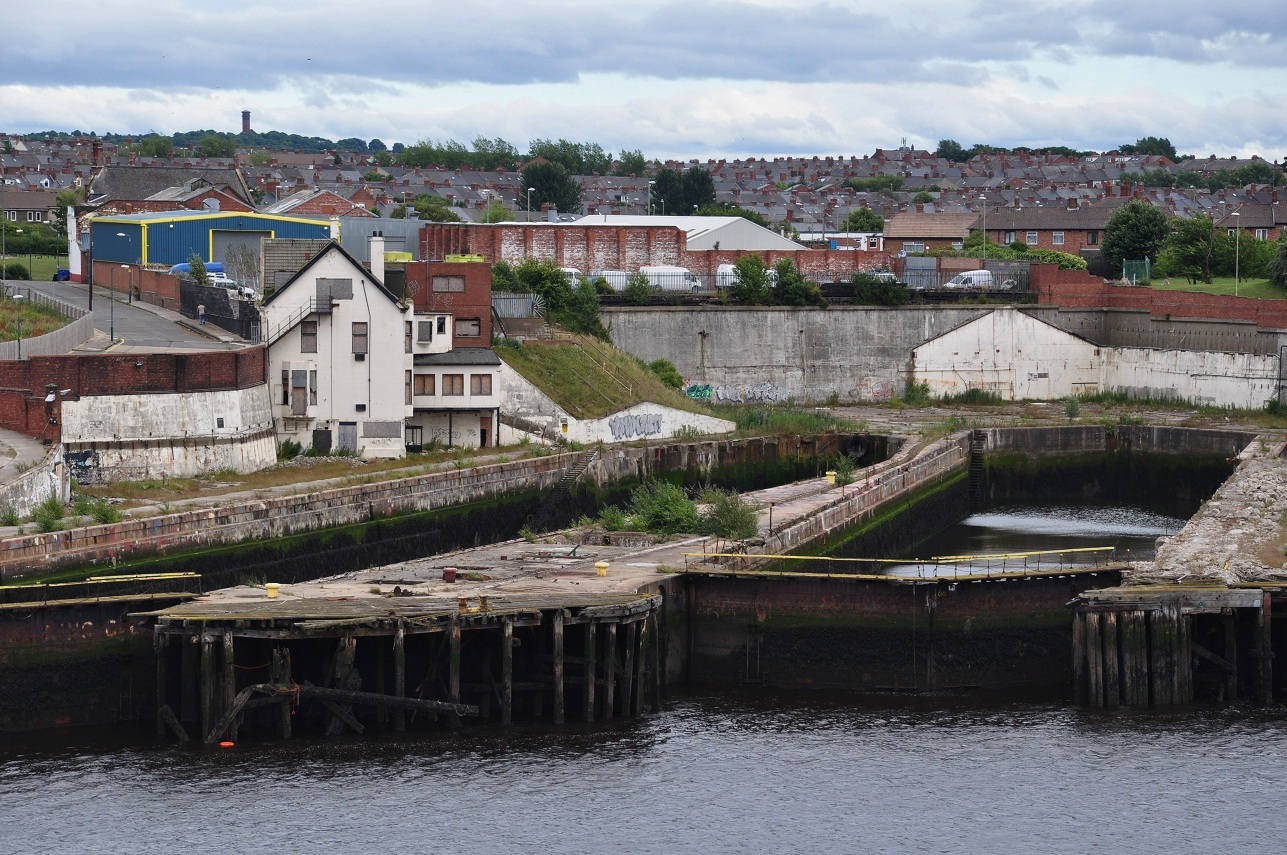
Verlaten scheepsbouwterrein in de haven